# Émilie Proulx
Pour les articles homonymes, voir Proulx.
Émilie Proulx est une auteure-compositrice-interprète, multi-instrumentiste et réalisatrice établie à Montréal, Québec, Canada. 
Finaliste aux Francouvertes en 2007, elle fait paraître subséquemment ses trois premiers albums. Elle accompagne de nombreux artistes comme musicienne de tournée et de studio, notamment Jeanne Côté, Maude Audet, Catherine Leduc, Navet Confit et Anaïs Constantin. Elle signe la co-réalisation (avec Geneviève Toupin) du premier album de Willows en 2014, enregistré au Studio Masterkut à Montréal. 
En 2019, Émilie assure la réalisation et le mixage de son quatrième mini-album.
En 2021, paraît La nuit, les échos.
Elle co-réalise en 2023 et 2025 les albums Suite pour personne et Nos routes pleines de branches de l'artiste Jeanne Côté.

## Discographie
- La nuit, les échos (EP, Émilie Proulx, 2021)
- Tu pourras te reposer (EP, Émilie Proulx, 2019)
- Montagnes russes, mini-tsunamis, (EP, Émilie Proulx, 2011)[4].
- La lenteur alentour, (La Confiserie, 2009)
- Dans une ville endormie (EP, La Confiserie, 2007)